# Thierry Raboud
Thierry Raboud (né en 1987 à Martigny en Valais) est un poète, musicien, artiste visuel et journaliste littéraire suisse d'expression française.

## Biographie

### Formation
Formé en littérature et philosophie à l'Université de Lausanne, puis en musicologie à l'Université de Fribourg, Thierry Raboud est également diplômé de la Haute École de musique de Lausanne. En tant que guitariste, il est titulaire d'un Certificat supérieur obtenu, avec mention excellent, au Conservatoire de Vevey-Montreux. Diplômé du Centre de formation au journalisme et aux médias de Lausanne (finaliste Prix Chuard 2016), il est critique littéraire au quotidien La Liberté.
Il est établi dans le canton de Vaud.

### Parcours littéraire
Son premier recueil, Crever l’écran, est paru en 2019 aux Éditions Empreintes. Dans une veine minimaliste et engagée, il interroge la révolution numérique et ce qu'elle fait de nos intimités. Ce recueil, lauréat du Prix de poésie Pierrette-Micheloud, reçoit un large accueil critique,. En 2020, en dialogue avec le photographe William Gammuto, Thierry Raboud publie (dehors) aux Éditions Favre. L'année suivante, il publie le livre d'artistes Lavaux d'ombres avec l'illustrateur Tassilo Jüdt.
Son poème Terres déclives, publié en 2021 aux Éditions Empreintes, a été composé à la machine à écrire sur un rouleau de plusieurs mètres à l'occasion d'une résidence au Musée Jenisch de Vevey. Il reçoit également un accueil critique élogieux. Son tapuscrit original a été acquis par les réserves précieuses de la Bibliothèque cantonale et universitaire de Lausanne. Ce poème est lauréat du prix littéraire Tirage limité de la BCUL : trente-quatre livres d'artistes ont été créés à partir de ce texte, exposés durant la Triennale Tirage limité de Morges puis au Musée Jenisch. Il est traduit en allemand et en italien.
Thierry Raboud publie également en revue, tant en Suisse qu'en France, et expose régulièrement son travail sous forme d'installations (Trois silences manifestes, Prix Front Shop du Festival Arty Show de Bienne 2022) ou de performances.
En 2022, il est nommé président du jury des Prix suisses de littérature sur mandat de l'Office fédéral de la culture.
En 2023, il est lauréat d'une Bourse culturelle de la Fondation Leenaards, qui fait du poète le «porte-voix d'une génération», et d'une résidence d'écriture à la Fondation Jan Michalski.

### Expositions
A la croisée de la littérature et des arts visuels, Thierry Raboud explore le potentiel graphique de la machine à écrire. En 2024, il présente sa série Ecographies dans le cadre de l'exposition nationale Regarder le glacier s'en aller. En 2025, il expose à la Fondation Louis Moret de Martigny. Ses œuvres sont également présentées dans la revue La Couleur des jours ainsi que dans le réseau d'affichage public de la ville de Vevey.

## Œuvres
- Crever l'écran, Chavannes-près-Renens, Suisse, Éditions Empreintes, 2019, 64 p.  (ISBN 978-2-940505-36-4)[3]
- Terres déclives, Chavannes-près-Renens, Suisse, Éditions Empreintes, 2022, 68 p.  (ISBN 978-2-940505-50-0)[23],[24]
  - Schieflage, traduction en allemand par Yves Raeber, Suisse, Verlag Die Brotsuppe, 2025, 72 p.  (ISBN 978-3-03867-105-3)[11]
  - Terre declivi, traduction en italien par Natalia Proserpi et Josephine Bohr, Suisse, Valigie Rosse, 2024, 120 p.  (ISBN 9791281740129)[12]

## Livres d'artistes
- Avec William Gammuto, (dehors), Lausanne, Suisse, Éditions Favre, 2020, 96 p.  (ISBN 978-2-8289-1892-7)[25]
- Avec Tassilo Jüdt, Lavaux d'ombres, Vevey, Suisse, Éditions des Effeuilles, 2022, 80 p.  (ISBN 978-2-8399-3764-1)[26]
- Avec Yannick Bonvin Rey, Le salut des feuillages, 2025, 64 p.[27]

## Prix et distinctions
- Prix de poésie Pierrette-Micheloud[4] pour Crever l'écran, 2019
- Prix Tirage limité/BCU[10] pour Terres déclives, 2022
- Résidence d'écriture, Fondation Jan Michalski pour l'écriture et la littérature[28], 2023
- Bourse culturelle, Fondation Leenaards, 2023[29]